# Стефан Попов (челист)
Вижте пояснителната страница за други личности с името Стефан Попов.
Стефан Попов е български виолончелист с българско и британско гражданство.

## Биография
Стефан Попов е роден 3 април 1940 г. в с. Чорлево околия Ломска, днес част от с. Дреновец община Ружинци обл. Видин. Живял е в град Лом, където е фамилната му къща, в семейството на потомци на видни възрожденци. Започва да се учи да свири на виолончело на дванадесетгодишна възраст. След като печели стипендия продължава обучението си в Московската консерватория от 1961 до 1963 г. под ръководството на Святослав Кнушевицки и Мстислав Ростропович. Печели много конкурси, включително тези в Женева (1964), Флоренция и Виена. През 1966 г. като финалист печели медал в Международния конкурс „Чайковски“ за виолончело. По това време получава награда от Съюза на съветските композитори за изпълнението си на руска музика.
От 1971 г. до 1975 г. Стефан Попов преподава в Бостънския университет и Консерваторията в Нова Англия. От 1977 г. до днешни дни живее във Великобритания, където е професор по виолончело в Гилдхолската школа за музика и драма в Лондон. Той концертира редовно.
Неговите концерти са излъчвани по радиото и телевизията, като и са записани множество дискове.
През 2006 г. записва на виолончело Концерта за цигулки на Бетховен по случай 200-годишнината от първото изпълнение на творбата. Той заявява, че е направил това, за да компенсира факта, че няма концерти за виолончело на Бетховен.
Удостоен е с почетното звание от великия виолончелист Янос Щаркер с „Chavailler du violoncelle“.
През 2006 г. е удостоен със званието „Почетен гражданин на Лом“.